# Giovanni Bernasconi
Giovanni Bernasconi (Cagno, 1901 – ibídem, 17 de agosto de 1965) fue un diseñador mecánico y aficionado a la astronomía italiano. 

## Semblanza
Giovanni Bernasconi fue proyectista mecánico y uno de los más famosos aficionados a la astronomía italianos, especializado en la localización de cometas, estrellas variables y asteroides. También fue alcalde de la comuna de Cagno.

## Descubrimientos
Bernasconi descubrió dos cometas, el C/1942 C1 Whipple-Bernasconi-Kulin y el C/1948 L1 Honda-Bernasconi. De hecho, descubrió un tercer cometa, el C/1941 K1 van Gent, pero debido a retrasos en la comunicación del avistamiento causados por la Segunda Guerra Mundial, este último descubrimiento no le fue reconocido oficialmente, perdiendo el derecho de dar su nombre al cometa.

## Reconocimientos
- En 1942 recibió la 186° medalla Donohoe.[4]
- En 1943 recibió la 190° medalla Donohoe.[5]
- En 1949 recibió la 233° medalla Donohoe.[6]
- En 1965 el nombre de una asociación astronómica conmemoró a Giovanni Bernasconi y a su hermano Angelo.[7]
- En 1997 le fue dedicado con su hermano Ángelo un asteroide, el (7848) Bernasconi.[8]
- También se les ha dedicado una calle en Cagno.[9]